# Файзуллин, Мидхат Мусеевич
Мидха́т Мусе́евич Файзу́ллин (13 января 1925, с. Аллагуват (сейчас не существует) — 28 мая  1998, Ишимбай) — газоэлектросварщик треста «Ишимбайгоргаз», Герой Социалистического Труда (1971).

## Образование
- Профессиональное училище № 21 (Ишимбай)

## Биография
Трудовую деятельность начал в 1943 г. после окончания Ишимбайского ремесленного училища № 2 слесарем по ремонту газового оборудования газокомпрессорного хозяйства треста «Ишимбайнефть». В 1947 г. получил квалификацию газосварщика. С 1959 г. ухода на пенсию в 1985 г. работал газосварщиком во вновь образованном тресте «Ишимбаймежрайгаз» (="Ишимбайгоргаз", «Ишимбайгаз»).
Александр Николаевич Долинин, ветеран первой Гвардейской Краснознаменной танковой армии, участник Парада Победы, вспоминал в интервью:
Я начал работать в тресте Ишимбайгоргаз, как говорится, «с первого колышка», и благодаря нашему труду произошла настоящая газовая революция. Уже будучи начальником этого предприятия, я занимался газификацией города и района.  

Очень важно, что в те времена нам удалось создать коллектив из высокопрофессиональных работников, и дружный упорный труд взрастил в наших рядах выдающихся людей. Таких, как Мидхат Мусеевич Файзуллин. Простой газоэлектросварщик, который был удостоен звания «Герой Социалистического труда». Мы считали это нашей общей победой!

## Награды
За выдающиеся производственные успехи в выполнении заданий пятилетнего плана Указом Президиума Верховного Совета СССР от 7 мая 1971 года М. М. Файзуллину присвоено звание Героя Социалистического Труда.
Кавалер орденов Ленина (1971), Дружбы народов (1981), «Знак Почёта» (1966).
Награждён медалями.

## Память
В целях увековечения памяти М. М. Файзуллина на административном здании бывшего треста «Ишимбайгаз» установлена мемориальная доска.